# Головин, Василий Иванович (кораблестроитель)
Васи́лий Ива́нович Голови́н (6 января 1904, Старое Бошарово, Кашинский уезд, Тверская губерния — 18 августа 1979, Москва) — советский военно-морской деятель, инженер-контр-адмирал (1951), контр-адмирал-инженер (1971).

## Биография
Родился в деревне Старое Бошарово (ныне — Сонковского района Тверской области).
В сентябре 1922 года поступил на кораблестроительное отделение Морского инженерного училища (впоследствии Высшее военно-морское инженерное училище имени Ф. Э. Дзержинского), которое окончил в октябре 1927 года. Был назначен для дальнейшего прохождения службы в Севастопольский военный порт помощником начальника механических мастерских, в октябре 1929 года стал помощником главного корабельного инженера кораблестроительного отдела, в апреле 1931 года назначен начальником конструкторского бюро. С 1933 года проходил службу в Управлении ВМС: помощником начальника 2-го сектора 7-го Управления (портами) до 1935 года, затем помощником начальника 1-го отделения 8-го отдела с января 1935 по февраль 1936 года, в 1936—1937 годах — начальником 2-го отделения 9-го отдела управления ВМС. В июле 1940 года назначен старшим военпредом группы на заводе № 998.
Участник Великой Отечественной войны. В июне-августе был помощником уполномоченного КПА в Николаеве, затем до июня 1942 года уполномоченным Управления кораблестроения в Керчи. Из характеристики (1942): «Принял участие в эвакуации оборудования заводов, материалов и недостроенных кораблей, в подрыве объектов и плавучих средств завода им. Марти при оставлении города. Начальник эвакуации из Керчи, обеспечивал переправу в Новороссийск и Тамань мирных жителей, сельскохозяйственных машин, оборудования керченских заводов после прорыва немцев в Крым… зам. нач-ка эвакуации войск с Керченского полуострова. В августе 1942 организовал вывод всех кораблей морского, речного и рыболовного флота из Азовского моря в Чёрное». Затем был уполномоченным УК на заводе № 582 в г. Батуми до августа 1945 года, после чего состоял в комиссии по разделу бывшего германского военно-морского флота. Для этой цели был командирован с декабря 1945 по март 1946 года в Норвегию, затем до августа 1946 года в Англию, а позже продолжил работу в той же комиссии в Берлине.
С февраля 1947 года по июнь 1949 года был уполномоченным Главного управления кораблестроения на заводе № 820 в г. Калининграде. В 1949—1953 годах был членом Научно-технического комитета ВМС, начальником секции кораблестроения ГУКа. 27 января 1951 года присвоено звание инженер-контр-адмирал. В 1953 году исполнял обязанности заместителя начальника кафедры теории корабля кораблестроительного факультета ВМАКВ им. А. Н. Крылова. В 1953—1956 годах был советником начальника УК и судоремонта ВМС КНР. Член 6-й секции (6.1956-12.1958), Член (12.1958 — 5.1960) МНТК ВМФ. Контр-адмирал-инженер — 18.11.1971. С мая 1960 года находился в запасе.
Скончался 18 августа 1979 года в Москве, похоронен на Ваганьковском кладбище.

## Награды
- орден Ленина (1947),
- орден Красного Знамени (1944, 1953),
- орден Красной Звезды (1942, 1943),
- медали[1].